# Bernard Thibault

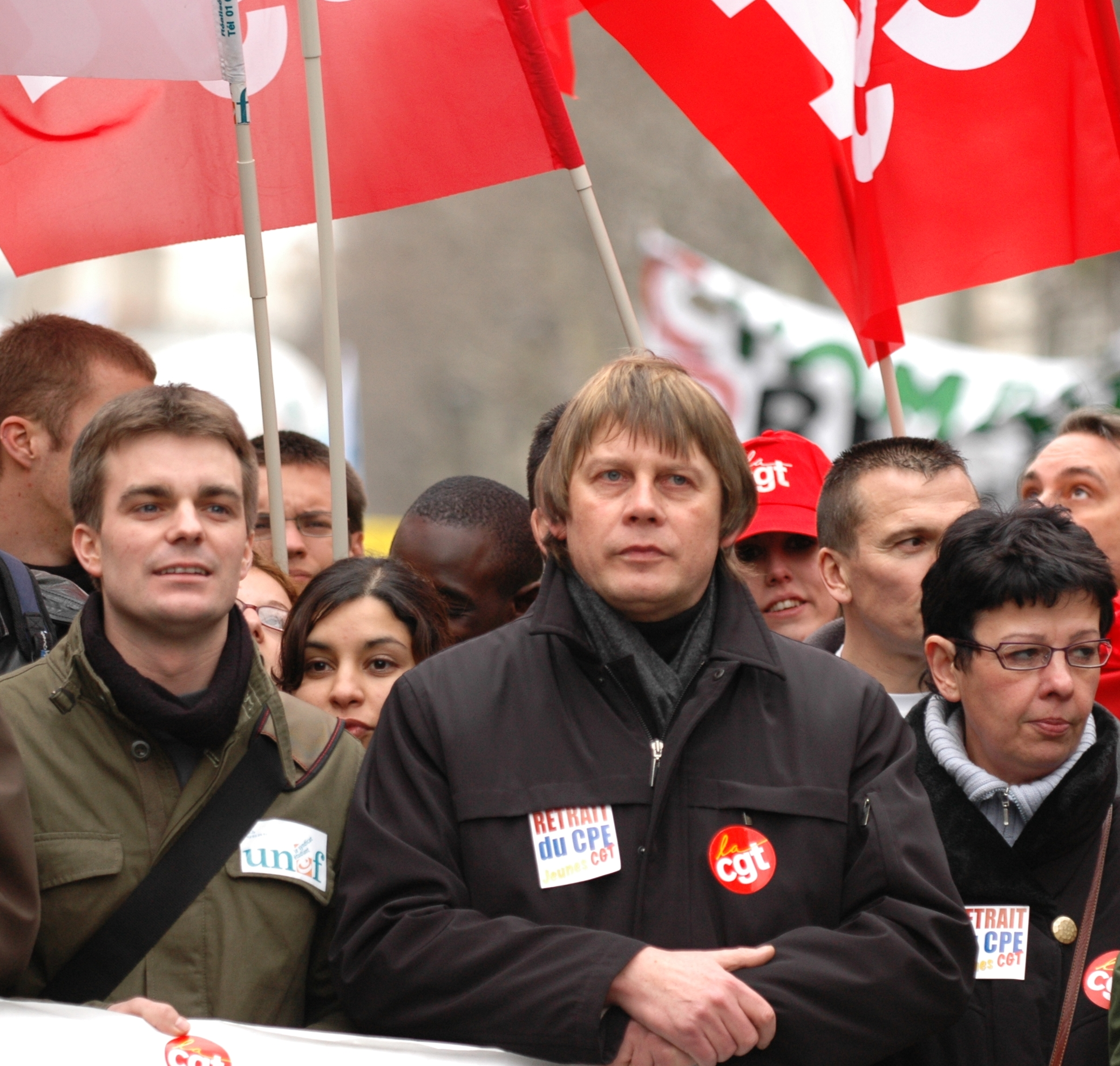
Bernard Thibault (al centro) accompagnato da Bruno Julliard (a sinistra) ad una manifestazione contro il contrat première embauche(CPE), a Parigi, il 7 marzo 2006

Bernard Thibault (Parigi, 2 gennaio 1959) è un sindacalista francese.

## Biografia
Nato da una famiglia originaria di Morvan, all'età di 15 anni entra nel centro di apprendistato della SNCF di Noisy-le-Sec, da cui esce nel settembre 1976 con un CAP di meccanica generale. Viene presto impiegato dalla SNCF al deposito di Parigi-la Villette. A 24 anni, diventa segretario dell'organizzazione di ferrovieri di Parigi-Est. Nel 1977, aderisce alla CGT, e diventa responsabile della Commissione giovani del sindacato. Nel 1980, è segretario del sindacato del suo deposito. Tre anni più tardi è eletto segretario dei ferrovieri CGT di Parigi-Est.
Dopo gli scioperi della fine del 1986, dà impulso al ritmo della mobilitazione integrando il modo di funzionamento dei coordinamenti, sui quali i sindacati erano stati fino ad allora particolarmente reticenti, e attirando scioperanti non iscritti al sindacato nelle delegazioni facendo votare degli AG le principali decisioni. Questa pratica si ritroverà nei movimenti del 1995. È dunque una delle figure principali del movimento e diviene uno dei simboli del rinnovamento della CGT. 
Nel 1987, aderisce al Partito Comunista Francese. Il mese di novembre dello stesso anno entra nel Bureau fédéral dei ferrovieri CGT. Nel 1997, entra nel Bureau confédéral. Infine tra il gennaio-febbraio 1999, dopo il 46º congresso, succede a Louis Viannet alla testa della confederazione. Lascerà le sue responsabilità nazionali al PCF per rimarcare la fine del concetto di sindacato come corriere di trasmissione del partito.
Più giovane dei suoi predecessori e ugualmente a favore della ripresa economica nella Francia della fine del XX secolo, riesce ad aumentare gli effettivi della CGT. Le difficoltà interne della CFDT nate dagli strascichi della legge Fillon sui pensionati, che intraprendono dei trasferimenti di adesioni da una confederazione all'altra, rinforzano il ruolo della CGT. La volontà di Thibault di trascinare la CGT su un sindacalismo più riformista si scontra tuttavia con la diffidenza dei quadri dirigenti, materializzata dal rifiuto da parte del Consiglio Nazionale di non dare delle consegne di voto per il referendum sulla Costituzione Europea.

## Opere
- Ma voix ouvrière, Stock, 2004